# Le Secret des runes
Le Secret des runes (titre original : The Runestaff) est un roman de fantasy de l’écrivain britannique Michael Moorcock. Il est paru en 1969 puis a été traduit en français et publié en 1980. Ce roman est le quatrième tome de la série La Légende de Hawkmoon.

## Résumé
Le héros, Dorian Hawkmoon, parvient à récupérer le bâton runique à Dnark avant l’envoyé du roi Huon. 
Dorian regagne la Kamarg qui revient dans sa dimension originale grâce à une machine spatio-temporelle.
Avec ses amis et doté d’attributs magiques, Dorian se rend à Londra pour combattre le baron Meladius du Ténébreux empire de Granbretanne qui essaie de réactiver le joyau noir pour l’asservir.
Beaucoup d’alliés et d’adversaires trouvent la mort. Le cycle se termine sur une fin positive et Dorian rend les objets magiques car il n’en a plus besoin.

## Analyse et commentaire
L’auteur a indiqué dans plusieurs interviews que les romans de ce cycle d’heroic fantasy avaient pour unique vocation de distraire leurs lecteurs.

## Prolongements
L’univers a inspiré un jeu de rôle : Hawkmoon.
En vue d’une adaptation télévisée, BBC Studios a acquis début 2019 les droits des quatre premiers romans de la série, soit Le Cycle du bâton runique qui comprend Le Joyau noir, Le Dieu fou, L'Épée de l'aurore et Le Secret des runes.